# Dasychira proleprota
Dasychira proleprota är en fjärilsart som beskrevs av George Francis Hampson 1905. Dasychira proleprota ingår i släktet Dasychira och familjen tofsspinnare. Inga underarter finns listade i Catalogue of Life.